# Manda (kaiju)
 (août 2018).
Si vous disposez d'ouvrages ou d'articles de référence ou si vous connaissez des sites web de qualité traitant du thème abordé ici, merci de compléter l'article en donnant les références utiles à sa vérifiabilité et en les liant à la section « Notes et références ».
Pour les articles homonymes, voir Manda.
Manda est un kaiju qui apparaît en premier lieu en 1963 dans le film Atragon. Il a l'apparence d'un dragon asiatique géant.

## Caractéristiques

### Longueur
- Showa : 150 m.
- Millennium : 300 m[1].

### Poids
- Showa : 30 000 tonnes.
- Millennium : 60 000 tonnes[1].

## Liste des apparitions
- 1963 : Atragon (Kaitei Gunkan), de Ishirô Honda
- 1968 : Les envahisseurs attaquent (Kaijû sôshingeki), de Ishirô Honda
- 2004 : Godzilla: Final Wars (Gojira: Fainaru uôzu), de Ryuhei Kitamura